# Taiyo Life Shinagawa Building
Le Taiyo Life Shinagawa Building (太陽生命品川ビル) est un gratte-ciel construit à Tokyo de 2000 à 2003 dans le district de Minato-ku. Il mesure 148 mètres de hauteur.
Il fait partie du complexe Shingawa Grand Commons comprenant aussi le Mitsubishi Heavy Industries Building, le Shinagawa Mitsubishi Building
Les architectes sont la société Obayashi et la société Mitsubishi Estate Co.
La surface de plancher de l'immeuble est de 57 300 m2.